# Athetis obscura
Athetis obscura là một loài bướm đêm trong họ Noctuidae.